# Tim Blättler
Tim Blättler (Kerkrade, 4 september 1994) is een voormalig Nederlands profvoetballer die bij voorkeur speelde als aanvaller. Hij is een neef van oud-Roda-speler Pierre Blättler.

## Clubcarrière
Blättler speelde in de jeugdopleiding van Roda JC. Voor die club maakte hij, nadat hij in de B-jeugd terug gegaan was naar de amateurs, op 28 november 2015 zijn debuut, in de uitwedstrijd tegen SC Heerenveen. Blättler viel 24 minuten voor tijd in voor Edwin Gyasi. Vervolgens maakte Blättler de week erna zijn thuisdebuut in het Parkstad Limburg Stadion, tegen FC Groningen. De wedstrijd eindigde in een gelijkspel.
 In 2017 keerde hij terug bij VV Chevremont en deed het CIOS. Medio 2018 ging hij in Duitsland voor FC Wegberg-Beeck dat uitkomt in de Mittelrheinliga.	

### Carrièrestatistieken
| Seizoen         | Club             | Competitie      | Competitie | Competitie | Beker | Beker | Internationaal | Internationaal | Overig | Overig | Totaal | Totaal |
| Seizoen         | Club             | Competitie      | Wed.       | Dlp.       | Wed.  | Dlp.  | Wed.           | Dlp.           | Wed.   | Dlp.   | Wed.   | Dlp.   |
| --------------- | ---------------- | --------------- | ---------- | ---------- | ----- | ----- | -------------- | -------------- | ------ | ------ | ------ | ------ |
| 2015/16         | Roda JC Kerkrade | Eredivisie      | 2          | 0          | 0     | 0     | 0              | 0              | 0      | 0      | 2      | 0      |
| 2016/17         | Roda JC Kerkrade | Eredivisie      | 1          | 0          | 0     | 0     | 0              | 0              | 0      | 0      | 1      | 0      |
| Carrière totaal | Carrière totaal  | Carrière totaal | 3          | 0          | 0     | 0     | 0              | 0              | 0      | 0      | 3      | 0      |